# Irnhartingerbach
Der Irnhartingerbach, auch Breitenauer- oder Luckingerbach ist ein Fluss in Oberösterreich mit einer Länge von knapp 9 km. Er entspringt in der Nähe von Pennewang im Hausruck und mündet bei Gunskirchen in den Grünbach. Sein Einzugsgebiet beträgt rund 20 km².

## Landschaft und Verlauf
Der Irnhartingerbach entspringt zwischen den Weilern Nölling und Balding in der Gemeinde Pennewang auf einer Seehöhe von 436 Metern. Im Oberlauf speist sich der Abfluss aus mehreren kleinen Quellbächen. Er fließt durch zahlreiche Weiler und Dörfer, durchfließt weite Felder und offene Waldgebiete. Schwarzerlen, Eschen und Pappeln bilden zum Großteil das Uferbegleitgehölz. An der Gemeindegrenze zwischen Pennewang und Gunskirchen mündet der Filserbach ein. In Lucken wird der Bach zur Fischzucht verwendet. Vor der Ortschaft Irnharting verzweigt sich der Bach, ein Kanal dient zur Bewässerung des Schlossgrabens des Schlosses Irnharting. Nördlich von Irnharting mündet der Laimbach ein, ehe er nahe der Ortschaft Baumgarting unter der Grünbachtal Bezirksstraße in den Grünbach mündet.

## Quelle
- Heimatbuch Gunskirchen. Herausgeber: Roman Moser. Gemeinde Gunskirchen, 1990